# Rover Prop-M
O rover Prop-M que é a sigla para Dispositivo de Avaliação de Terreno - Marte em russo, foi um pequeno veículo robótico destinado a "andar" na superfície de Marte como parte das missões Marte 2 e Marte 3 conduzidas pela União Soviética no início da década de 70.

## Características
O rover Prop-M, não possuía rodas. Deveria se movimentar através de pequenos pés com o formato de esquis, permanecendo ligado à nave aterrissadora por um cabo de 15 metros de comprimento. O Prop-M pesava 4,5 kg com as seguintes dimensões: 215 x 160 x 60 mm. Os seus principais equipamentos eram: um penetrômetro dinâmico e um densitômetro de radiação.

## A missão
Depois que o aterrissador estivesse estabilizado e com a cobertura em forma de pétalas aberta, um braço deveria depositar o pequeno robô no solo de Marte. Uma vez no solo, o Prop-M se moveria de forma autônoma através de um par de esquis rotativos. Infelizmente, o Prop-M, nunca teve a chance de iniciar a sua missão. Na missão Marte 2, os procedimentos de redução de velocidade não se comportaram como previsto, o paraquedas não abriu, e a espaçonave aterrissadora caiu na superfície em Marte sendo destruída no impacto. Na missão Marte 3, o pouso, usando paraquedas e retrofoguetes, foi bem sucedido, no entanto, 14,5 segundo depois do pouso, o sinal foi perdido, antes mesmo que o braço robótico pudesse ser acionado.